# Leo van Egeraat
Leonardus Sebastianus van Egeraat (Langeweg, 14 december 1923 - Ulvenhout, 30 juli 1991) was een Nederlands publicist en toeristisch radio- en televisiepresentator.
Hij studeerde economie aan de Katholieke Economische Hogeschool te Tilburg en promoveerde in 1951 aan de Nederlandsche Economische Hoogeschool te Rotterdam op een proefschrift over Engeland, de Labour Party en Europa. Hij was in die tijd ook gemeenteraadslid in Breda (Katholieke Volks Partij). Begin jaren 50 was hij werkzaam voor Unesco in Italië. Hij verdiepte zich in dat land en maakte na terugkeer in Nederland naam als Italië-specialist. In 1954 verscheen zijn eerste reisgids over Italië, gevolgd door veel andere boeken over dat land. Later publiceerde hij circa zestig reisgidsen over andere landen die gretig aftrek vonden bij Nederlanders die zich toenemend begonnen te oriënteren op vakantiereizen in het buitenland.
Vanaf 1958 maakt Van Egeraat voor de VARA toeristische radio- en later televisieprogramma's, onder de titel Op reis met dr. L. van Egeraat en Kent gij uw land...?. Hij kreeg door zijn boeiende verteltrant in de jaren 50 en 60 landelijke bekendheid.
Van Egeraat was in 1964 betrokken bij de oprichting van het Nederlands Wetenschappelijk Instituut voor Toerisme in Breda, waarvan hij ook de eerste directeur was. Na een conflict stichtte hij in 1967 zijn eigen particuliere School voor Toeristische Vorming, waaraan hij tot 1986 verbonden bleef. Die instelling werd in die tijd wat autoritair aangestuurd. De opleiding was praktijkgericht, waardoor afgestudeerden gemakkelijk een baan konden vinden. Na zijn terugtreden werd de instelling omgedoopt tot Nederlands Opleidingscentrum voor Toeristisch Kader (NOTKa). Hij was ook enigszins bekend in België; hij haalde in een voorwoord ooit de woorden aan "Vlaanderen, dag en nacht denk ik aan u". Vlak voor zijn dood werd De Vlaamse kust uitgegeven.
Hij was zoon van Maria Elisabeth van Gils en onderwijzer/schoolhoofd Adrianus Josephus van Egeraat. In 1947 trouwde hij met Jacoba Johanna Maria (Jacq) Poncin. Het paar had een dochter. Van Egeraat werd 67 jaar. Hij werd gecremeerd in het crematorium van Begraafplaats Zuylen aan de Tuinzigtlaan in Breda.
Bibliografie
- Vrijheid of gebondenheid in het economisch leven (1945)
- Wat gebeurt er met ons geld? (1945)
- Engeland, de Labour partij en Europa (1952?)
- Gids voor Italië, 2 dln (1953)
- De Europese eenwording, 2 dln (1954)
- Gids voor Oostenrijk, 2 dln (1954; 1955)
- Land van zingend water. Italië in het moderne Europa (1954)
- Gids voor de Belgische Ardennen en Luxemburg (1955)
- Gids voor de Franse Rivièra en de Provence (1955)
- Herboren Oostenrijk (1955)
- Italië. Schatkamer van Europa (1955)
- Pompei: nog altijd levend (1955)
- Apulië, het witte Italië (1956)
- Feestelijk Monaco' (1956)
- Rome. Een volledige reisgids (1956)
- Ravenna, stad van verborgen schoonheid (1956)
- De kunst van het reizen (1957)
- Gids voor Lourdes en de centrale Pyreneeën (1957)
- Gids voor Salzburg en Salzkammergut (1957)
- Gids voor Spanje (1957)
- Gids voor Tirol (1957)
- Gids voor Venetië (1957)
- Sahara (1957)
- Een Siciliaanse lente (1957)
- Venetië, de glimlach der wereld (1957)
- Wenen. Mozaïek van een miljoenendorp (1957)
- Autogids voor Nederland (1958)
- Drempel van Italië. Gardameer, Verina, Brescia, Vicenza en Padova (1958)
- De duivelskunstenaar van Vinci' (1958)
- Geschiedenis van Italië (1958)
- Gids voor de Italiaanse Rivièra (1958)
- Gids voor Normandië en Bretagne (1958)
- Gids voor West en Midden België (1958)
- Costa Brava en Mallorca (1959)
- Gids voor de Dolomieten (1959)
- Gids voor de Italiaanse meren (1959)
- Gids voor Zuid-Duitsland (1959)
- Joegoslavische kustplaatsen. 65 eilanden en 965 km kustlijn tussen Kopar en Karinthië  (1959)
- Sicilië. Romantiek en werkelijkheid (1959)
- Toscane: het hart van Italië (1959)
- De tovenaar met de beitel (1959)
- Umbrië, het mysterieuze Italië (1959)
- Gids voor Denemarken (1960)
- Gids voor Sicilië (1960)
- Gids voor Wenen en omgeving (1960)
- Het onbekende Nederland 4 dln (1960)
- Op reis met Dr. L. van Egeraat (1960)
- Terzijde van Autobahn Keulen-Ulm-Salzburg (1960)
- Tien Duitse toeristenwegen (1960)
- Alpenpassen (1961)
- Autogids voor Duitsland. 17500 km langs de mooiste wegen van Duitsland (1961)
- Florence, het hart van Italië (1961)
- Italia (1961)
- Kent gij het land..? De televisievoordrachten over Nederland (1961)
- Op reis in Nederland met Dr. L. van Egeraat, 2 dln (1961)
- Tirol (1961)
- Vorarlberg (1961)
- Autogids voor Spanje en Portugal (1962)
- Berlijn Oost & West (1962)
- Duitsland: West en Midden (1962)
- Gids voor Tsjechoslowakije (1962)
- Op reis in Duitsland met Dr. L. van Egeraat (1962)
- Salzburg en Salzkammergut (1962)
- Tien Franse toeristenwegen (1962)
- Tips en trips voor uw kinderen (1962)
- Wegwijs in Nederland (1962)
- De Dolomieten (1963)
- Joegoslavië (1963)
- Op reis in Duitsland (1963)
- Spanje (1963)
- Wegwijs in Europa (1963)
- Het Zwarte Woud (1963)
- Aanbevolen campingadressen 1964/195 (1964)
- Alpenpassen van Nice tot Villach (1964)
- Denemarken (1964)
- Gids voor Corsica (1964)
- Gids voor Florence (1964)
- Italiaanse meren (1964)
- Rome (1964)
- Zuid-Duitsland (1964)
- Gids voor de Beierse Alpen (1965)
- Gids voor Teutoburgerrwald, Weserbergland, Harz (1965)
- De tovenaar met de beitel (1965)
- Wegwijs in Frankrijk (1965)
- Autotochten door Nederland (1966)
- Gids voor de Provence (1966)
- Gids voor Toscane (1966)
- Met kinderen naar het buitenland. Bezienswaardigheden, hotels, campings, verblijfplaatsen speciaal voor kinderen (1966)
- Stap op de brom (1966)
- Tsjechoslawakije (1966)
- Centrale Pyreneeën en Lourdes (1967)
- Gids voor de Canarische eilanden en Madeira (1967)
- Gids voor de Rijn (1967)
- Gids voor de Costa Brava (1968)
- Rome in de wandeling (1969)
- Stranden van Spanje. Costa Brava, Costa Dorada, Costa del Azahar, Costa Blanca, Costa del Sol (1971)
- Uncle Sam verwacht u. Toeristisch handboek voor Amerika (1973)
- Zeg maar dag tegen Brabant (1973)
- Brabant. Het andere Nederland (1974)
- Waarheen? met de wintersport (1975)
- Het Brabants landschap. Beschrijving, tochten, wandelingen (1977)
- Brabant van boven (1981)
- De Vlaamse kust, Davidsfonds, Leuven (1990)
- Gids voor Londen (datum?)
- Gids voor Midden- en Zuid-Italië (datum?)
- Rondreis door Normandië en Bretagne (datum?)
- Solex (s.d.)

- Biografisch Portaal: 92785164
- Digitale Bibliotheek voor de Nederlandse Letteren: eger003
- Gemeinsame Normdatei: 105685178
- International Standard Name Identifier: 0000 0001 0798 6421
- Nationale Bibliotheek van Israël: 987007366865105171
- Système universitaire de documentation: 16249615X
- Virtual International Authority File: 30001644